# Little Witch Nobeta
Little Witch Nobeta es un videojuego de acción y disparos en 3D Soulslike de 2022 desarrollado por Pupuya Games y publicado por JUSTDAN.

## Modo de juego
Little Witch Nobeta es un videojuego de disparos de acción en 3D en tercera persona Soulslike para un solo jugador. Los jugadores controlan a Nobeta, una bruja amnésica que explora un antiguo castillo en una búsqueda por recuperar su memoria.
El modo de juego consiste principalmente en combates a distancia utilizando una variedad de hechizos diferentes que se adquieren y mejoran a lo largo del juego. Los jugadores luchan contra diferentes jefes y desbloquean nuevas áreas en el castillo a medida que avanzan. El juego tiene dos opciones de dificultad: «estándar» y «avanzada», siendo la primera más indulgente y agregando regeneración de salud y maná.

## Desarrollo
Little Witch Nobeta fue desarrollado por los desarrolladores videojuegos independientes taiwaneses Pupuya Games y Simon Creative. El desarrollo comenzó en junio de 2017 y se lanzó una demo inicial en enero de 2019 con una sola etapa con un jefe. Luego, el juego ingresó al acceso anticipado en Steam en junio de 2020, y el desarrollo continuó hasta el lanzamiento de la versión completa el 29 de septiembre de 2022. Las versiones de PlayStation 4 y Nintendo Switch fueron publicadas por Idea Factory International en Norteamérica y Europa el 7 de marzo de 2023.
El audio del juego está en japonés, con subtítulos en inglés disponibles. Nobeta tiene la voz de Konomi Kohara, y los tres jefes principales tienen la voz de YouTubers virtuales populares.

## Recepción
Little Witch Nobeta recibió «críticas mixtas o promedio», según el sitio web del agregador de reseñas Metacritic, que calculó calificaciones promedio ponderadas de 65/100 y 71/100 para las versiones de PlayStation 4 y Nintendo Switch respectivamente, con la primera basada en nueve y este último en cinco críticas. El agregador OpenCritic encontró que el 54% de 14 críticos recomendaron el juego.
Christopher Farris de Anime News Network le dio al juego una calificación general de 'B', llamándolo «el primer Dark Souls de un bebé». Adam Haffen, que escribe para Siliconera, calificó el juego con 8/10 puntos, elogiando sus peleas de jefes «increíblemente divertidas», pero encontrando que la mayoría de los enemigos regulares son simplemente «obstáculos molestos». Llamándolo «no perfecto», sin embargo, afirmó que volvería a jugar más. 4Gamer.net elogió su diseño de personajes «lindo» y su actuación de voz. Ryan Thomas Bamsey de TheGamer, por otro lado, calificó el juego con 1/5 de estrellas, calificando el combate como «funcional», pero «aburrido» y demasiado fácil. Afirmó que «adolece de una falta total de gusto» y que estaba «lleno hasta el borde con un fanservice atroz y pervertido», y señaló que una gran cantidad de enemigos, así como el compañero del jugador, eran chicas de anime.
Las versiones Switch y PlayStation del juego fueron las 13 y 17 más vendidas en Japón durante su semana de debut, vendiendo 12165 copias. En total, se han vendido más de 250.000 copias desde que el juego entró en acceso anticipado.